# Бион-8
Бион-8 (Космос-1887) — советский искусственный спутник Земли серии «Бион», предназначенный для проведения биологических исследований. Запущен 29 сентября 1987 года в 12 часов 50 минут UTC с космодрома Плесецк ракетой-носителем «Союз-У» со стартовой площадки № 41/1.

## Эксперименты
На аппарате находились следующие биологические объекты: два макака-резуса (клички Дрёма и Ероша), десять лабораторных крыс линии Вистар, рыбки гуппи, углозубы, тритоны, дрозофилы, кузнечики, жуки, хлорелла.